# 1998年电影

## 第三十五屆金馬獎
- 最佳劇情片──《天浴》（呢喃的草地）
- 最佳導演──陳冲《天浴》
- 最佳男主角──洛桑群培《天浴》
- 最佳女主角──李小璐《天浴》
- 最佳男配角──曾志偉《愈快樂愈墮落》
- 最佳女配角──舒淇《洪興十三妹》